# Klarissen-Anbetungskirche (Wien)

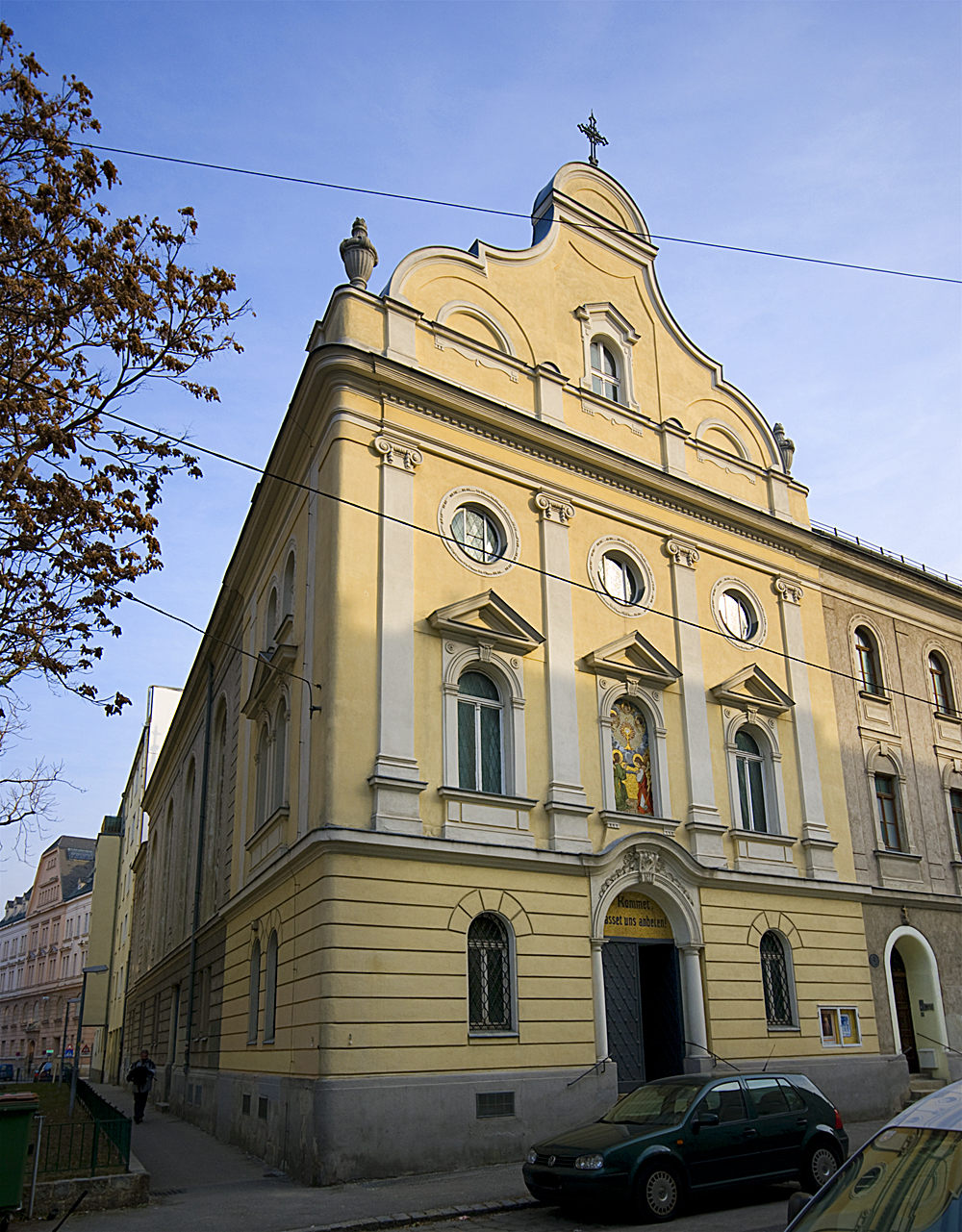
Klarissen-Anbetungskirche in Wien

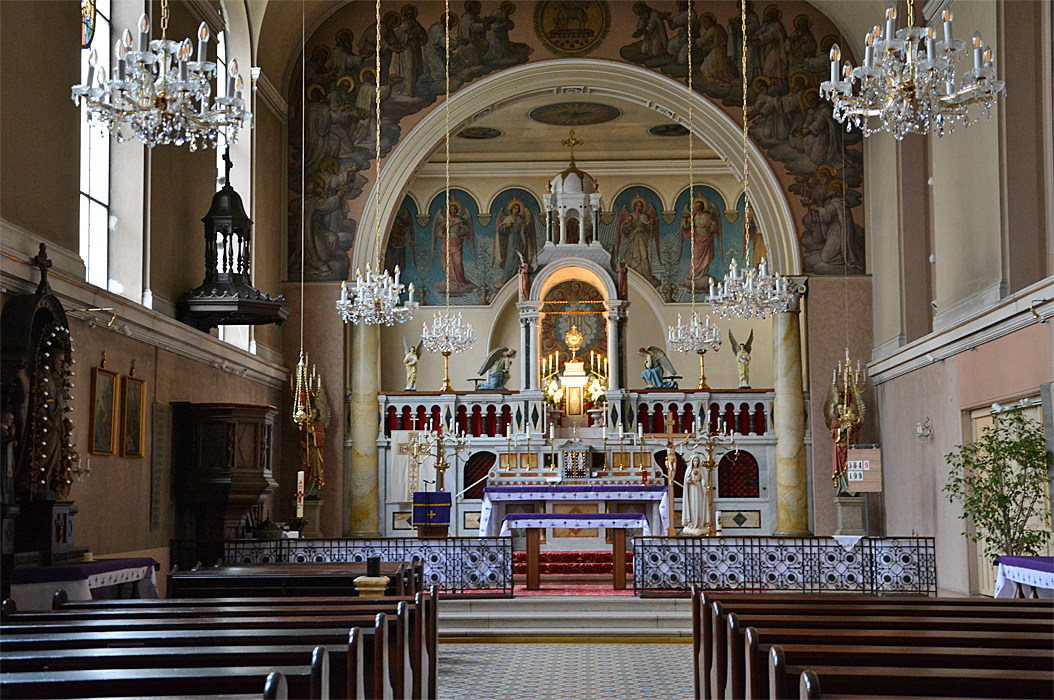
Innenansicht

Die Klarissen-Anbetungskirche ist eine römisch-katholische Kirche im 5. Wiener Gemeindebezirk Margareten.
Die Kirche wurde als einfache Neorenaissance-Saalkirche mit einer Giebelfassade im Verbund mit dem Anbetungskloster in der Straßenfront der Gartengasse 4 von 1909 bis 1911 nach den Plänen des Architekten Josef Schmalzhofer erbaut. Im Jahre 1939 wurde die Kirche zur Pfarrkirche erhoben.
Die dreiachsige Hauptportalfassade mit einem rundbogigen Säulenportal hat Rundbogenfenster mit Dreieckgiebelverdachungen, darüber Oculi-Fenster und schließt oben mit einem mehrfach geschwungenen Hauptgiebel ab. Der Saalraum hat eine angekehlte Flachdecke, wo die Fenster und Blendfenster in die Kehle einschneiden. Der Triumphbogen hat, wie das Eingangsportal, eingestellte Säulen. Über der Vorhalle ist die Orgelempore auf toskanischen Säulen.
Die Wandmalereien sind vom Maler Josef Kastner der Jüngere aus 1912. Die Kreuzwegbilder malte von 1945 bis 1947 Josef Kugler. Die Orgel wurde 1957 von Josef Huber errichtet und verfügt über 12 Register auf zwei Manualen und Pedal.
Auch das angrenzende Anbetungskloster ist dreigeschoßig in Neorenaissanceformen gehalten.